# Jordi Tardà i Castells
Jordi Tardà i Castells (Mataró, 31 de gener de 1955 - 1 de març de 2015) fou un periodista i crític musical català.
Va estar vinculat durant tota la vida professional a Catalunya Ràdio. Des de la creació, va ser director i presentador del programa Tarda Tardà, considerat el programa radiofònic de rock més veterà d'Europa després d'estar més de 30 anys en antena. També fou el creador de la Fira del Disc del Col·leccionista, caracteritzada per la subhasta popular d'objectes de col·leccionista, així com l'impulsor del Museu del Rock de Barcelona (2011-2012).
Tardà també era un enamorat de Tintín, el popular personatge d'Hergé. A Catalunya Ràdio va realitzar la sèrie de programes Tintín a la ràdio, que s'emetien els festius intersetmanals.

## Obra
- John Lennon, la biografia d'un geni (1987)
- Paraula de Stone (1996)
- Diari d'un col·leccionista (2002)
- La porta de l'infern (2007)